# Odcinek Taktyczny „Łemko”
26 Odcinek Taktyczny „Łemko” – jeden z trzech odcinków taktycznych Ukraińskiej Powstańczej Armii, wchodzących w skład WO-6/Grupa „Sian”. Dowódcą Odcinka był Wasyl Mizerny „Ren”.

## Obszar działania
Działalność odcinka obejmowała następujący obszar:
- południowa część powiatu przemyskiego
- powiat leski
- powiat sanocki
- południowa część powiatu krośnieńskiego
- południowa część powiatu jasielskiego
- południowa część powiatu gorlickiego
- południowo-wschodnia część powiatu nowosądeckiego

## Jednostki
Do końca 1945 działały tutaj dwa kurenie:
- kureń „Rezuna” (Wasyl Andrusiak):
  - sotnia „Worona” – 300 osób
  - sotnia „Konyka” (Mychajło Galo) – 280 osób
  - sotnia „Czornoho” – 180 osób
  - sotnia „Jara” (Mychajło Kuczer) – 130 osób

Wskutek ciężkich walk z Wojskiem Polskim, kureń został rozwiązany, a niedobitki wcielone do kurenia „Rena”.
- kureń „Rena” (Wasyl Mizerny):
  - sotnia „Didyka” (później Roman Hrobelski „Brodycza”) – 120 osób
  - sotnia „Hromenki” (Mychajło Duda) – 130 osób
  - sotnia „Myrona” (Wołodymyr Hoszko) – 120 osób
  - sotnia „Burego” (później „Bira”, Wasyl Szyszkanyneć) – 120 osób
  - sotnia „Chrina” (Stepan Stebelski) – 180 osób

Na rozkaz Myrosława Onyszkewycza „Oresta”, dowódcy Okręgu, na początku 1946 przeprowadzono reorganizację struktury Odcinka:
- dowódca – „Ren” (Wasyl Mizerny)
- zastępca – „Konyk” Mychajło Galo
- oficer operacyjny – „Wola” (Roman Dybko)
- oficer taktyczny – „Inżynier”
- oficer polityczny – „Wernyhora” (Mykoła Fryz)
- oficer personalny – „Kajdanec”
- adiutant dowódcy – „Hałahan”
- pisarz – „Rostysław”

Utworzono dwa nowe kurenie, oraz dwie samodzielne sotnie:
- kureń „Bajdy” (Petro Mykołenko, przemyski, wcześniej „Konyka”):
  - sotnia „Burłaki” (U-4, 94a) – 120 osób
  - sotnia „Łastiwki” (Grzegorz Jankowski; U-7, 94b) – 100 osób
  - sotnia „Hromenki” (U-2, 95) – 120 osób
  - sotnia „Kryłacza” (Jarosław Kociołek; U-6, 96a) – 90 osób (wcześniej „Jara”)

- kureń „Rena” (łemkowski):
  - sotnia „Bira” (Wasyl Szyszkanyneć; U-3, 96) – 100 osób (wcześniej „Nyczaja”, „Burego”)
  - sotnia „Brodycza” (U-1, 94) – 120 osób (wcześniej „Wesełego”, „Didyka”)
  - sotnia „Chrina” (U-5, 95a) – 120 osób
  - sotnia „Stacha” (U-8, 95b) – 80 osób

- samodzielna sotnia „Myrona” (Władymyr Hoszko)
- samodzielna sotnia „Smyrnego” (Mychajło Fedak)

Kryptonimy sotni tego Odcinka Taktycznego (U) pochodzą od kryptonimu Udarnyki, a ten od pseudonimu „Udarnyk” Jakiwa Czornija – dowódcy VI Okręgu.

## Chronologia walk oddziałów UPA odcinka „Łemko”

### 1944

#### czerwiec
- 25 czerwca – Wołodymyr Szczygielski tworzy sotnię UPA „Udarnyk 4” w składzie kurenia Bajdy.

#### lipiec
- 12 lipca – we wsi Tarnawka i Borownica zostają zamordowani przez Służbę Bezpieczeństwa UPA ks. Jan Mazur proboszcz w Tarnawce i ks. Józef Kopeć z Borownicy
- 16 lipca – pierwszy napad upowców na wieś Ropienka
- 26 lipca – pierwszy napad UPA na Wołkowyję, zostaje wydany przez UPA wyrok śmierci na ks. Stanisława Gołdasza
- 30 lipca – napad upowców na Średnią Wieś

#### sierpień
- 4 sierpnia – potyczka we wsi Stężnica: upowcy ostrzelali przechodzący przez wieś oddział partyzantki sowieckiej, zginęło kilku upowców
- 5 sierpnia – Wołodymyr Szczygielski tworzy nową sotnię UPA w Stężnicy
- 6 sierpnia – pierwszy napad UPA pod dowództwem Wołodymyra Szczygielskiego na Baligród, zamordowanych zostało 42 Polaków
- 13 sierpnia – oddział UPA uderzył po raz pierwszy na posterunek milicji w Zatwarnicy
- 16 sierpnia – napad UPA na Muczne

#### październik
- 28 października – bitwa pod Leszczawą Górną z wojskami sowieckimi

#### listopad
- 13 listopada – napad upowców na Zatwarnicę

### 1945

#### styczeń
- 6 stycznia – rozbicie w Dobrej przez batalion WP oddziału UPA, a następnie pacyfikacja tej wsi
- 16 stycznia – zbrojna pacyfikacja wsi Żernica Wyżna i Orelec przez UPA
- 18 stycznia – napad UPA na Tworylne
- 21 stycznia – uprowadzenie z Pawłokomy 10 Polaków przez 60 osobowy oddział UPA[potrzebny przypis]

#### luty
- 7 lutego – napad upowców na wieś Buk

#### marzec
- 1 marca – pacyfikacja Pawłokomy przez polską samoobronę, ginie od 150-366 Ukraińców
- 17 marca – napad upowców na Ruskie, Berezkę i Bóbrkę, upowcy wieszają sołtysów tych wsi
- 21 marca – Strzebowiska, na terenie wsi miała miejsce bitwa kwaterującej sotni UPA pod dowództwem „Wesełego” z dwoma sowieckimi batalionami NKWD, wspomaganymi przez oddział WP i milicję z Cisnej

#### kwiecień
- 11 kwietnia – pacyfikacja wsi Brzuska, Sufczyna i Bachów prawdopodobnie przez polską samoobronę (zginęło około 400 osób)
- 15 kwietnia – 15 maja – rozbicie przez UPA 20 posterunków milicji w powiecie sanockim i przemyskim
- 21 kwietnia – napad UPA na Borownicę, ginie 60 Polaków w tym kobiety i dzieci

#### maj
- 27 maja – napad UPA na Tyrawę Wołoską, upowcy spalili pocztę, posterunek milicji, Kasę Stefczyka, dwór

#### czerwiec
- 8 czerwca – bitwa UPA z NKWD koło Jamny Górnej

#### lipiec
- 25 lipca – spalenie przez oddział UPA dworu w Ropience, Bezmiechowej Górnej, Glinnem, Orelcu i Bóbrce
- 27 lipca – napad upowców na Cisnę
- 31 lipca – atak UPA na milicjantów w Zawadce

#### sierpień
- 1 sierpnia – drugi napad UPA na Baligród oraz  Hoczew i Zahoczewie
- 26 sierpnia – drugi napad upowców z sotni kurenia Rena na Baligród

#### wrzesień
- 15 września – napad UPA na wieś Odrzechowa, upowcy mordują 10 mieszkańców tej wsi

#### październik
- 2 października – atak UPA na pluton 36 pp w Bereźnicy Wyżnej
- 3 października – napad i spalenie przez UPA wsi Dylągowa, Bartkówka, Sielnica i Pawłokoma na południu odcinka zaatakowali Myczkowce i Solinę obie wsie zostały spalone, zginęło 27 osób narodowości polskiej.
- 9 października – banderowcy uszkodzili most kolejowy na odcinku Lesko – Zagórz oraz w Zasławiu
- 14 października – napad i spalenie wsi Pielnia, zabito 3 mieszkańców wsi oraz sołtysa
- 16 października – zablokowanie drogi Załuż – Tyrawa Wołoska
- 19 października – atak na transport kolejowy w Łukawicy
- 22 października – napad UPA na Kuźminę i Birczę
- 31 października – drugi napad upowców na Orelec

#### listopad
- 2 listopada – drugi napad UPA na Kuźminę, upowcy palą 150 polskich domów oraz zabijają 11 Polaków
- 29 listopada – drugi napad UPA na Birczę

#### grudzień
- 7 grudnia – upowcy spalili most w Wańkowej oraz wysadzili most w Uhercach Mineralnych
- 10 grudnia – napad UPA na Łodzinę
- 11 grudnia – sotnia Burłaki podjęła próbę uwolnienia jeńców (głównie niemieckich) z obozu w Nehrybce koło Przemyśla.
- 29 grudnia – upowcy wysadzili most w Załużu
- 31 grudnia – spalenie wsi Nowosielce przez sotnię Chrina i Didyka; UPA spaliła w tej wsi stację kolejową, 200 polskich domów, zabiła 17 Polaków

### 1946

#### styczeń
- 6 stycznia – drugi napad UPA na Wołkowyję
- 6/7 stycznia – III atak UPA na Birczę
- 12 stycznia – pacyfikacja przez WP Ratnawicy (rejon działania Chrina)
- 14 stycznia – pacyfikacja przez WP Polan Surowicznych (rejon działania Chrina)
- 19 stycznia – rozbicie przez UPA oddziału WP we wsi Średnia Wieś
- 24 stycznia – pacyfikacja przez WP Wisłoka Górnego i Karlikowa (rejon działania Chrina)
- 25 stycznia – pacyfikacja Zawadki Morochowskiej przez 34pp i 36 komendę WOP

#### marzec
- 20 marca – sotnie Chrina, Didyka i Myrona rozbiły w Jasielu 100 osobowy oddział WP,
- 23 marca – napad UPA na Bukowsko
- 26 marca – sotnia Chrina w miejscowości Kożuszne rozbija oddział WOP oraz 34 pp, zginęło 30 żołnierzy WP
- 28 marca – pacyfikacja Zawadki Morochowskiej
- 29 marca – pacyfikacja Brzozowca gm. Tarnawa Górna przez WP (rejon działania Chrina)

#### kwiecień
- 4 kwietnia – spalenie miasta Bukowsko i Nowotaniec oraz wsi Nagórzany, Dudyńce, Pielnia, Pobiedno, spłonęło m.in. 420 domów w Bukowsku, cały Nowotaniec, Nagórzany i Pielnia
- 13 kwietnia – 1946 roku  III pacyfikacja Zawadki Morochowskiej
- 27 kwietnia – spalenie przez UPA dworu w Woli Sękowej

#### maj
- 9 maja – pod Sobniem pociąg pancerny Panzertriebwagen Nr 16 atakuje połączone sotnie Bira, Stacha i Chryna, które zaatakowały posterunki SOK na odcinku Załuż – Olszanica.
- 10 maja – atak sotni Chrina na Płonną oraz Kamienne, zginęło od 9-11 żołnierzy WP
- 28 maja – w Temeszowie zostaje zamordowany ks. Józef Skrabak, uchodźca z Kresów
- 29 maja – Temeszów, wieś zaatakował oddział UPA, złożony głównie z mieszkańców sąsiednich wsi Ulucz, Hroszówka, Jabłonica Ruska, Witryłów i Końskie

#### lipiec
- 6 lipca – napad UPA na Terkę i Wołkowyję
- 8 lipca – akcja odwetowa WP w Terce rozstrzelało lub spalono żywcem od 12 do 30  Ukraińców
- 14 lipca – napad upowców na Wołkowyję, zginęło od 13-32 osób, upowcy spalili 30 domów
- 24 lipca – atak sotni Chrina na Kulaszne, podczas napadu ginie 13 żołnierzy WP

#### sierpień
- 27 sierpnia – napad sotni Rena na Wołkowyję, podczas napadu zginęło 30 Polaków oraz spłonęło jedno gospodarstwo

#### wrzesień
- 10 września – napad UPA na Łodzinę, Hłomczę i Witryłów
- 16 września – napad UPA na wieś Żubracze

#### październik
- 5 października – napad upowców na wieś Rabe, spalenie wsi
- 10 października – 34 pułk piechoty pod dowództwem płk. Gerharda likwiduje bazę UPA i główną kwaterę Rena zlokalizowaną na stokach  Magurycznego
- 20 października – atak sotni Chrina i Stacha na Niebieszczany i Prusiek, podczas napadu zostaje spalona przez UPA wieś Prusiek oraz ginie 6 Polaków. W Niebieszczanach upowcy palą 5 domów i zabijają 1 osobę.

#### grudzień
- 1 grudnia – napad sotni Burłaka na Wołkowyję i strażnicę WOP, upowcy zastrzelili 15 osób, wieś spalono.
- 2 grudnia – upowcy wysadzają 8 mostów kolejowych na odcinku Zagórz – Szczawne.

### 1947

#### styczeń
- 10 stycznia – 34 pułk piechoty pod dowództwem płk. Gerharda likwiduje szpital UPA i główną kwaterę Chrina zlokalizowaną na stokach  Chryszczatej nad Łubnem

#### luty
- 8 lutego – upowcy uprowadzają sołtysów gromad Przybyszów i Zawadka Morochowska

#### marzec
- 28 marca – w zasadzce zorganizowanej przez sotnię Chrina ginie generał Karol Świerczewski „Walter”

#### kwiecień
- 28 kwietnia – początek Akcji „Wisła”

#### maj
- 11 maja – rozbicie sotni „Stacha” w okolicach wsi Rabe przez dwie kompanie KBW i kompanię 11 pułku piechoty WP, w niecałe pół godziny oddział UPA przestał istnieć.

#### czerwiec
- 29 czerwca – sotnia Chrina i Rena przeszły przez Sianki na terytorium USRR

## Miejscowości całkowicie lub częściowo spalone przez UPA
Baligród,
Berezka,
Bereźnica Wyżna,
Bereżki,
Bezmiechowa,
Bóbrka,
Brzegi Górne,
Brzozowiec,
Buk,
Bukowsko,
Bystre,
Chmiel,
Cisna,
Czarna,
Czaszyn,
Daszówka,
Dębna,
Dobra,
Dołżyca,
Dwerniczek,
Falejówka,
Glinne,
Habkowce,
Hłomcza,
Hoszów,
Jabłonki,
Jurowce,
Kalnica,
Komańcza,
Krzywe,
Kuźmina,
Lalin,
Lutowiska,
Łodyna,
Łopienka,
Łubne,
Łukowe,
Manasterzec,
Maniów,
Mchawa,
Michniowiec,
Moczary,
Myczkowce,
Myczków,
Nagórzany,
Niebieszczany,
Nowosielce,
Nowotaniec,
Nowy Łupków,
Olchowce,
Olszanica,
Orelec,
Pielnia,
Płonna,
Poraż,
Prusiek,
Przysłup,
Rabe,
Rabe,
Radoszyce,
Rajskie,
Ropienka,
Rzepedź,
Serednica,
Serednie Wielkie,
Smolnik,
Stefkowa,
Strzebowiska,
Stuposiany,
Szczawne,
Średnia Wieś,
Tarnawa Dolna,
Tarnawa Górna,
Terka,
Turzańsk,
Tyrawa Solna,
Tyrawa Wołoska,
Uherce Mineralne,
Wańkowa,
Witryłów,
Wola Michowa,
Wołkowyja,
Wujskie,
Zadwórze,
Zahoczewie,
Załuż,
Zatwarnica,
Żłobek, Bukowsko, Baligród, Sakowczyk, Cisna, Tworylne, Dylągowa, Nowotaniec, Odrzechowa, Bircza, Strzebowiska, Borownica, Krzywe, Temeszów, Prusiek, Leszczowate, Brelików, Ropienka, Wańkowa, Wola Michowa, Wola Sękowa, Nowosielce, Nagórzany, Łodzina, Hłomcza, Witryłów i  Siemuszowa.
Większość miejscowości została spalona po wysiedleniach ludności ukraińskiej do ZSRR, w celu zapobieżenia osiedleniom ludności polskiej.

## Zbrodnie popełnione na obszarze OT Łemko
W okresie swojej działalności UPA dopuściła się wielu mordów na ludności cywilnej obywatelach polskich, grabienia wsi, porywania mieszkańców, m.in. mord w Baligrodzie, Mucznem.
W sprawie zbrodni popełnionych przez żołnierzy UPA na obywatelach polskich prowadzone jest obecnie przez IPN kilka śledztw.